# Нью-Оберн (Міннесота)
Нью-Оберн (англ. New Auburn) — місто (англ. city) в США, в окрузі Сіблі штату Міннесота. Населення — 411 особа (2020).

## Географія
Нью-Оберн розташований за координатами 44°40′22″ пн. ш. 94°13′56″ зх. д. / 44.67278° пн. ш. 94.23222° зх. д. (44.672773, -94.232295).  За даними Бюро перепису населення США в 2010 році місто мало площу 1,80 км², уся площа — суходіл.

## Демографія
Згідно з переписом 2010 року, у місті мешкало 456 осіб у 176 домогосподарствах у складі 121 родини. Густота населення становила 254 особи/км².  Було 206 помешкань (115/км²).
Расовий склад населення:
| - 91,4 % — білих - 6,8 % — осіб інших рас |

До двох чи більше рас належало 1,8 %. Частка іспаномовних становила 12,5 % від усіх жителів.
За віковим діапазоном населення розподілялося таким чином: 31,1 % — особи молодші 18 років, 60,8 % — особи у віці 18—64 років, 8,1 % — особи у віці 65 років та старші. Медіана віку мешканця становила 32,8 року. На 100 осіб жіночої статі у місті припадало 113,1 чоловіків;  на 100 жінок у віці від 18 років та старших — 116,6 чоловіків також старших 18 років.
Середній дохід на одне домашнє господарство  становив 47 687 доларів США (медіана — 44 643), а середній дохід на одну сім'ю — 53 822 долари (медіана — 52 625). Медіана доходів становила 38 661 долар для чоловіків та 30 278 доларів для жінок. За межею бідності перебувало 12,6 % осіб, у тому числі 16,8 % дітей у віці до 18 років та 21,3 % осіб у віці 65 років та старших.
Цивільне працевлаштоване населення становило 244 особи. Основні галузі зайнятості: виробництво — 30,3 %, освіта, охорона здоров'я та соціальна допомога — 22,1 %, транспорт — 10,2 %, роздрібна торгівля — 9,4 %.